# Niviventer hinpoon
Niviventer hinpoon és una espècie de mamífer rosegador de la família dels múrids. És endèmica del centre de Tailàndia (províncies de Lopburi, Saraburi i Nakhon Sawan). El seu hàbitat natural són els penya-segats de pedra calcària. Està amenaçada per la destrucció i deterioració del seu medi. El seu nom específic, hinpoon, es refereix a la localitat tailandesa de Hinpoon.